# Archamia
Archamia – rodzaj morskich ryb z rodziny apogonowatych.
Występowanie:  ciepłe wody oceaniczne, głównie Ocean Indyjski i Ocean Spokojny.

## Klasyfikacja
Gatunki zaliczane do tego rodzaju:

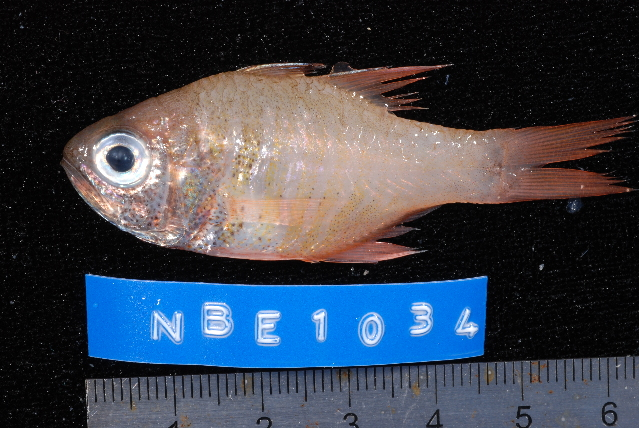
Archamia ataenia
- Archamia biguttata
- Archamia bilineata
- Archamia bleekeri
- Archamia buruensis
- Archamia flavofasciata
- Archamia fucata
- Archamia leai
- Archamia lineolata
- Archamia macroptera
- Archamia melasma
- Archamia mozambiquensis
- Archamia pallida
- Archamia zosterophora

- Archamia flavofasciata